# Niekursko (wieś w województwie wielkopolskim)
Niekursko – wieś krajeńska w Polsce, położona w województwie wielkopolskim, w powiecie czarnkowsko-trzcianeckim, w gminie Trzcianka.
Niekursko leży na pograniczu województw: wielkopolskiego i zachodniopomorskiego, przy drodze wojewódzkiej nr 178, 10 km na północ od Trzcianki i 20 km na południe od Wałcza.

## Historia
Miejscowość pierwotnie związana była z Wielkopolską. Ma metrykę średniowieczną i istnieje co najmniej od połowy XIII wieku. Wymieniona została w falsyfikacie łacińskiego dokumentu z 1245 sporządzonym około 1548 gdzie nazwę zapisano w obecnym brzmieniu "Niekursko". Kolejny zapis "Niekursko" pochodzi z 1646. Po rozbiorach Polski nazwa została zgermanizowana na "Niekosken", którą nosiła także w okresie III Rzeszę.
Miejscowość była wsią szlachecką leżącą w dobrach czarnkowskich i należącą do lokalnej szlachty wielkopolskiej z rodu Czarnkowskich. W XVI wieku wieś leżała w powiecie poznańskim Korony Królestwa Polskiego. W 1628 należała do parafii Człopa.
Zachował się XVI wieczny odpis dokumentu z 1245 zawierający opis północnej granicy dóbr Biała koło Czarknowa, która biegła z zachodu na wschód przez rzekę Bukowinicę, Silnicę do Niekurska, a następnie przez brzozy i dolinę zwaną "Parowa", koło rzeki Jarząbek aż do rzeki Łomnicy. Według sprawozdania z XIII wieku w Niekursku znajdowało się 26 domów, plebania i dwór.
Według wzmianki pochodzącej z 1672 w 1609 starosta generalny Wielkopolski Adam Sędziwój Czarnkowski herbu Nałęcz III nadał przywilej na młyn w Niekursku Piotrowi Welke. W 1646 wieś Niekursko wraz z młynem, leżała na miejscu wyciętego lasu o tej nazwie i należała do wsi Biała w dobrach czarnkowskich.
W 1628 Niekursko wraz z kaplicą wybudowaną niegdyś przez innowierców należała do parafii Człopa.
Kolejne wzmianki o wsi pochodzą z 1629 roku, według których Niekursko posiadało szkołę, cegielnię oraz fabrykę papieru. W latach 1696–1721 miejscowość należała do Adama Iwańskiego herbu „Jastrzębiec”. Z opisu z tamtego okresu wiadomo, że Niekursko miało dwóch sołtysów, trzech kmieci wolnych i sześciu zaciężnych, karczmarza, młynarza oraz dwóch zagrodników. Od 1738 do 1755 właścicielem wsi był Stanisław Poniatowski, a po nim, w latach 1755–1778, Józef Lasocki. Wedle spisu z 1782 roku wieś liczyła 8 wolnych, 8 czynszowych, 3 ćwierćłanowych chłopów, 5 półwłókowych i 5 drobnorolnych gospodarzy.
Do czasu rozbiorów miejscowość leżała w Rzeczypospolitej Obojga Narodów. Wskutek II rozbioru Polski w 1793, miejscowość przeszła pod władanie Prus i jak cała Wielkopolska znalazła się w zaborze pruskim. W XVIII wieku rozróżniano dwie leżące blisko siebie osady Niekursko oraz Niekurski Młyn leżący nad Niekurską Strugą.
W granice Polski wieś powróciła w 1945 roku. Po wojnie wieś zamieszkała głównie ludność z województwa poznańskiego i warszawskiego oraz Kresów Wschodnich.
W latach 1945–1954 siedziba władz gminy Niekursko. W latach 1975–1998 miejscowość administracyjnie należała do województwa pilskiego.

## Kultura
W Niekursku znajduje się stary, zabytkowy park z pierwszej połowy XIX w., w którym wznosi się dziewiętnastowieczny pałacyk. Obiektem godnym uwagi jest również kościół pw. św. Bartłomieja Apostoła z początku XIX wieku.
Niekursko posiada szkołę podstawową, bibliotekę (filia Biblioteki Publicznej Miasta i Gminy im. Kazimiery Iłłakowiczówny w Trzciance), salkę katechetyczną oraz remizę Ochotniczej Straży Pożarnej.